# CTE Babitonga (D-16)
O CTE Babitonga (D-16) foi um navio de guerra do tipo contratorpedeiro de escolta da Marinha do Brasil.

## Origem do nome
Foi o primeiro navio a ostentar esse nome na Marinha do Brasil. Babitonga é uma baía do litoral de Santa Catarina, situada na foz do rio Palmital, junto a cidade de Joinville e a ilha de São Francisco do Sul.

## Segunda Guerra Mundial
O Babitonga foi construído pelo estaleiro Dravo Corporation, em Wilmington, Delaware. Esteve a serviço da  Marinha dos Estados Unidos aonde recebeu o nome USS Alger (DE-101) no período de 2 de novembro de 1943 a 10 de março de 1945. Durante a Segunda Guerra Mundial atuou como navio de patrulhamento e escolta no litoral brasileiro e na região do Caribe.

## Marinha do Brasil
Foi transferido por empréstimo e incorporado à Marinha do Brasil em 10 de março de 1945, na Base Naval de Natal, no estado do Rio Grande do Norte, recebendo o indicativo de casco Be 7.
Em junho de 1962 apresou ao longo do litoral do Rio Grande do Norte os navios lagosteiros da França, Plomarch e Lonk Ael. Em agosto do mesmo ano a corveta Ipiranga no litoral do Ceará, abordou os pesqueiros franceses Folgor e Françoise Christine. Estes incidentes fizeram parte de chamada Guerra da Lagosta.
Foi devolvido aos Estados Unidos em 1964, para ser desmontado.